# EHF-Pokal der Frauen 1997/98
Am EHF-Pokal 1997/98 nahmen Handball-Vereinsmannschaften teil, die sich in der vorangegangenen Saison in ihren Heimatländern über die Platzierung in der heimischen Liga für den Wettbewerb qualifiziert haben. Der EHF-Pokal wurde diese Saison das fünfte Mal ausgespielt.
Titelverteidiger aus der Vorsaison war die slowenische Mannschaft Robit Olimpija Ljubljana.

## Modus
Das komplette Turnier wurde im K.o.-Runden mit Hin- und Rückspielen gespielt, bis zu den Endspielen.

## Runde 1

### Qualifizierte Teams
| - Austria Tabak - ChK Pirin Blagoewgrad - Samoborka Silex Samobor - Kentro Neotitos Larnacos - SK HC Veselí nad Moravou - GOG Gudme - ASU Lyon Vaulx en Velin - Gymnastiki Enosi Verias - Cassano Magnago | - RK Pelister Bitola - AAC 1899 Huissen - EB Start Elbląg - Académico Funchal - SPONO Nottwil - HK ŠKP Banská Bystrica - TMO Ankara - Karpaty Uschhorod - ŽRK Dunav Sombor |

### Ausgeloste Spiele und Ergebnisse
| Mannschaft 1            | Mannschaft 2             | Hinspiel          | Rückspiel         | Gesamt  |
| ----------------------- | ------------------------ | ----------------- | ----------------- | ------- |
| HK ŠKP Banská Bystrica  | SK HC Veselí nad Moravou | 04.10.1997        | 11.10.1997        | 52 : 47 |
| HK ŠKP Banská Bystrica  | SK HC Veselí nad Moravou | 29 : 21           | 23 : 26           | 52 : 47 |
| HK ŠKP Banská Bystrica  | SK HC Veselí nad Moravou | 1000 Zuschauer    | 600 Zuschauer     | 52 : 47 |
| ASU Lyon Vaulx en Velin | RK Pelister Bitola       | nicht ausgetragen | nicht ausgetragen | 20 : 0  |
| ASU Lyon Vaulx en Velin | RK Pelister Bitola       | 10 : 0            | 10 : 0            | 20 : 0  |
| ASU Lyon Vaulx en Velin | RK Pelister Bitola       | - Zuschauer       | - Zuschauer       | 20 : 0  |
| Samoborka Silex Samobor | Académico Funchal        | 04.10.1997        | 11.10.1997        | 52 : 25 |
| Samoborka Silex Samobor | Académico Funchal        | 27 : 14           | 25 : 11           | 52 : 25 |
| Samoborka Silex Samobor | Académico Funchal        | 800 Zuschauer     | 200 Zuschauer     | 52 : 25 |
| Cassano Magnago         | ŽRK Dunav Sombor         | 04.10.1997        | 11.10.1997        | 34 : 52 |
| Cassano Magnago         | ŽRK Dunav Sombor         | 19 : 26           | 15 : 26           | 34 : 52 |
| Cassano Magnago         | ŽRK Dunav Sombor         | 200 Zuschauer     | 1000 Zuschauer    | 34 : 52 |
| Gymnastiki Enosi Verias | AAC 1899 Huissen         | 04.10.1997        | 11.10.1997        | 34 : 48 |
| Gymnastiki Enosi Verias | AAC 1899 Huissen         | 19 : 22           | 15 : 26           | 34 : 48 |
| Gymnastiki Enosi Verias | AAC 1899 Huissen         | 100 Zuschauer     | 500 Zuschauer     | 34 : 48 |
| EB Start Elbląg         | GOG Gudme                | 04.10.1997        | 12.10.1997        | 47 : 51 |
| EB Start Elbląg         | GOG Gudme                | 23 : 22           | 24 : 29           | 47 : 51 |
| EB Start Elbląg         | GOG Gudme                | 1000 Zuschauer    | 1200 Zuschauer    | 47 : 51 |
| TMO Ankara              | Kentro Neotitos Larnacos | nicht ausgetragen | nicht ausgetragen | 0 : 20  |
| TMO Ankara              | Kentro Neotitos Larnacos | 0 : 10            | 0 : 10            | 0 : 20  |
| TMO Ankara              | Kentro Neotitos Larnacos | - Zuschauer       | - Zuschauer       | 0 : 20  |
| Austria Tabak           | Karpaty Uschhorod        | 05.10.1997        | 12.10.1997        | 38 : 44 |
| Austria Tabak           | Karpaty Uschhorod        | 19 : 23           | 19 : 21           | 38 : 44 |
| Austria Tabak           | Karpaty Uschhorod        | 300 Zuschauer     | 800 Zuschauer     | 38 : 44 |
| ChK Pirin Blagoewgrad   | SPONO Nottwil            | 04.10.1997        | 06.10.1997        | 36 : 92 |
| ChK Pirin Blagoewgrad   | SPONO Nottwil            | 18 : 48           | 18 : 44           | 36 : 92 |
| ChK Pirin Blagoewgrad   | SPONO Nottwil            | 350 Zuschauer     | 220 Zuschauer     | 36 : 92 |

## Achtelfinale

### Qualifizierte Teams
| - Samoborka Silex Samobor - Kentro Neotitos Larnacos - GOG Gudme - CB Elda Prestigio - ASU Lyon Vaulx en Velin - VfB Leipzig - Dunaferr SE - AAC 1899 Huissen | - Byåsen IL - Oțelul Galați - Rostselmash Rostow - ŽRK Juteks Zalec - SPONO Nottwil - HK ŠKP Banská Bystrica - Karpaty Uschhorod - ŽRK Dunav Sombor |

### Ausgeloste Spiele und Ergebnisse
| Mannschaft 1             | Mannschaft 2           | Hinspiel       | Rückspiel      | Gesamt  |
| ------------------------ | ---------------------- | -------------- | -------------- | ------- |
| Samoborka Silex Samobor  | Dunaferr SE            | 08.11.1997     | 16.11.1997     | 42 : 64 |
| Samoborka Silex Samobor  | Dunaferr SE            | 21 : 30        | 21 : 34        | 42 : 64 |
| Samoborka Silex Samobor  | Dunaferr SE            | 300 Zuschauer  | 800 Zuschauer  | 42 : 64 |
| Kentro Neotitos Larnacos | ŽRK Juteks Zalec       | 08.11.1997     | 15.11.1997     | 34 : 84 |
| Kentro Neotitos Larnacos | ŽRK Juteks Zalec       | 18 : 39        | 16 : 45        | 34 : 84 |
| Kentro Neotitos Larnacos | ŽRK Juteks Zalec       | 100 Zuschauer  | 200 Zuschauer  | 34 : 84 |
| GOG Gudme                | CB Elda Prestigio      | 08.11.1997     | 15.11.1997     | 32 : 42 |
| GOG Gudme                | CB Elda Prestigio      | 20 : 18        | 12 : 24        | 32 : 42 |
| GOG Gudme                | CB Elda Prestigio      | 825 Zuschauer  | - Zuschauer    | 32 : 42 |
| ASU Lyon Vaulx en Velin  | VfB Leipzig            | 09.11.1997     | 16.11.1997     | 47 : 58 |
| ASU Lyon Vaulx en Velin  | VfB Leipzig            | 25 : 25        | 22 : 33        | 47 : 58 |
| ASU Lyon Vaulx en Velin  | VfB Leipzig            | 800 Zuschauer  | 700 Zuschauer  | 47 : 58 |
| Karpaty Uschhorod        | Oțelul Galați          | 08.11.1997     | 15.11.1997     | 42 : 59 |
| Karpaty Uschhorod        | Oțelul Galați          | 16 : 27        | 26 : 32        | 42 : 59 |
| Karpaty Uschhorod        | Oțelul Galați          | 300 Zuschauer  | 1000 Zuschauer | 42 : 59 |
| AAC 1899 Huissen         | Byåsen IL              | 08.11.1997     | 15.11.1997     | 30 : 65 |
| AAC 1899 Huissen         | Byåsen IL              | 17 : 33        | 13 : 32        | 30 : 65 |
| AAC 1899 Huissen         | Byåsen IL              | 650 Zuschauer  | 450 Zuschauer  | 30 : 65 |
| ŽRK Dunav Sombor         | Rostselmash Rostow     | 09.11.1997     | 11.11.1997     | 48 : 42 |
| ŽRK Dunav Sombor         | Rostselmash Rostow     | 28 : 21        | 20 : 21        | 48 : 42 |
| ŽRK Dunav Sombor         | Rostselmash Rostow     | 2100 Zuschauer | 2100 Zuschauer | 48 : 42 |
| SPONO Nottwil            | HK ŠKP Banská Bystrica | 14.11.1997     | 15.11.1997     | 34 : 65 |
| SPONO Nottwil            | HK ŠKP Banská Bystrica | 16 : 35        | 18 : 30        | 34 : 65 |
| SPONO Nottwil            | HK ŠKP Banská Bystrica | 1000 Zuschauer | 1000 Zuschauer | 34 : 65 |

## Viertelfinale

### Qualifizierte Teams
| - CB Elda Prestigio - VfB Leipzig - Dunaferr SE - Byåsen IL | - Oțelul Galați - ŽRK Juteks Zalec - HK ŠKP Banská Bystrica - ŽRK Dunav Sombor |

### Ausgeloste Spiele und Ergebnisse
| Mannschaft 1     | Mannschaft 2           | Hinspiel       | Rückspiel      | Gesamt  |
| ---------------- | ---------------------- | -------------- | -------------- | ------- |
| VfB Leipzig      | HK ŠKP Banská Bystrica | 21.02.1998     | 28.02.1998     | 53: 54  |
| VfB Leipzig      | HK ŠKP Banská Bystrica | 31 : 27        | 22 : 27        | 53: 54  |
| VfB Leipzig      | HK ŠKP Banská Bystrica | 700 Zuschauer  | 1500 Zuschauer | 53: 54  |
| ŽRK Dunav Sombor | CB Elda Prestigio      | 22.02.1998     | 28.02.1998     | 37 : 43 |
| ŽRK Dunav Sombor | CB Elda Prestigio      | 20 : 21        | 17 : 22        | 37 : 43 |
| ŽRK Dunav Sombor | CB Elda Prestigio      | 2000 Zuschauer | 1300 Zuschauer | 37 : 43 |
| Byåsen IL        | Dunaferr SE            | 22.02.1998     | 01.03.1998     | 43 : 58 |
| Byåsen IL        | Dunaferr SE            | 24 : 23        | 19 : 35        | 43 : 58 |
| Byåsen IL        | Dunaferr SE            | 1000 Zuschauer | 1500 Zuschauer | 43 : 58 |
| Oțelul Galați    | ŽRK Juteks Zalec       | 21.02.1998     | 01.03.1998     | 67 : 46 |
| Oțelul Galați    | ŽRK Juteks Zalec       | 36 : 22        | 31 : 24        | 67 : 46 |
| Oțelul Galați    | ŽRK Juteks Zalec       | 1500 Zuschauer | 600 Zuschauer  | 67 : 46 |

## Halbfinale

### Qualifizierte Teams
| - CB Elda Prestigio - Dunaferr SE | - Oțelul Galați - HK ŠKP Banská Bystrica |

### Ausgeloste Spiele und Ergebnisse
| Mannschaft 1  | Mannschaft 2           | Hinspiel       | Rückspiel      | Gesamt  |
| ------------- | ---------------------- | -------------- | -------------- | ------- |
| Dunaferr SE   | CB Elda Prestigio      | 04.04.1998     | 11.04.1998     | 61 : 49 |
| Dunaferr SE   | CB Elda Prestigio      | 35 : 23        | 26 : 26        | 61 : 49 |
| Dunaferr SE   | CB Elda Prestigio      | 1000 Zuschauer | 900 Zuschauer  | 61 : 49 |
| Oțelul Galați | HK ŠKP Banská Bystrica | 04.04.1998     | 12.04.1998     | 40 : 48 |
| Oțelul Galați | HK ŠKP Banská Bystrica | 27 : 17        | 13 : 31        | 40 : 48 |
| Oțelul Galați | HK ŠKP Banská Bystrica | 1200 Zuschauer | 1000 Zuschauer | 40 : 48 |

## Finale
Es nahmen die zwei Sieger aus dem Halbfinale teil. Das Hinspiel fand am 9. Mai 1998 statt. Das Rückspiel fand am 16. Mai 1998 statt.

### Ausgeloste Spiele und Ergebnisse
| Mannschaft 1           | Mannschaft 2 | Hinspiel       | Rückspiel      | Gesamt  |
| ---------------------- | ------------ | -------------- | -------------- | ------- |
| HK ŠKP Banská Bystrica | Dunaferr SE  | 09.05.1998     | 16.05.1998     | 49 : 60 |
| HK ŠKP Banská Bystrica | Dunaferr SE  | 22 : 26        | 27 : 34        | 49 : 60 |
| HK ŠKP Banská Bystrica | Dunaferr SE  | 1200 Zuschauer | 2000 Zuschauer | 49 : 60 |